# Albert Abrahamsen
Albert Jacob Carl Abrahamsen (10. marts 1865 i Sundbyvester – 15. januar 1938 i Lyngby) var en dansk overtelegrafbestyrer og politiker.

## Embedskarriere
Han var søn af hjulmager, senere magistratsassistent Carl Christian Abrahamsen (1838-1911) og Ingeborg Sophie Agerlin (1839-1914), blev uddannet på Sundby Realskole og 1881-82 på Københavns Seminarium. 1883 blev han ansat i Telegrafvæsenet og blev telegrafist 1892, overtelegrafist 1917, telegrafbestyrer 1921 og overtelegrafbestyrer 1922. Han blev Ridder af Dannebrog 1924 og Dannebrogsmand 1929. 1904-09 var Abrahamsen formand for Dansk Telegrafforening og for sammes begravelsesforsikring. Han var i bestyrelsen for Statsfunktionærernes Laaneforening fra 1907, medlem af Statsfunktionærernes Lønningsudvalg 1906-08.

## Politisk karriere
Albert Abrahamsen var folketingsmand (Højre, senere Det Konservative Folkeparti) for Lyngbykredsen 1909-10 og 1913-18, hvor han lå i skarp konkurrence med Johan Wilmann, og 1918-23 i Gentoftekredsen. Han var næstformand for partiets folketingsgruppe og for det repræsentantskab samt medlem af forretningsudvalget. 1918-22 var han medlem af Finansudvalget. Han var medlem af Telefonkommissionen, af Lønningskommissionen af 1917 og af Statens Lønråd 1921-24.

## Ægteskab
Han blev gift 2. juni 1888 i Sundby Kirke med Anna Margrethe Eleonora "Nora" Petersen (11. december 1866 i København - 1. august 1952 i Ordrup), datter af pantelåner, senere husejer Christen Petersen (1833-1897) og Christine Oline Laurine født Lauritzen (1842-1925).
Han er begravet på Sorgenfri Kirkegård.

## Gengivelser
Abrahamsen er portrætteret på Oscar Matthiesens maleri af den grundlovgivende rigsdag 1923 og på Herman Vedels grundlovsbillede 1918 (begge i Folketinget). Fotografier af Marius Christensen og ukendt (1935) (Det Kongelige Bibliotek).